# Grande Aliança

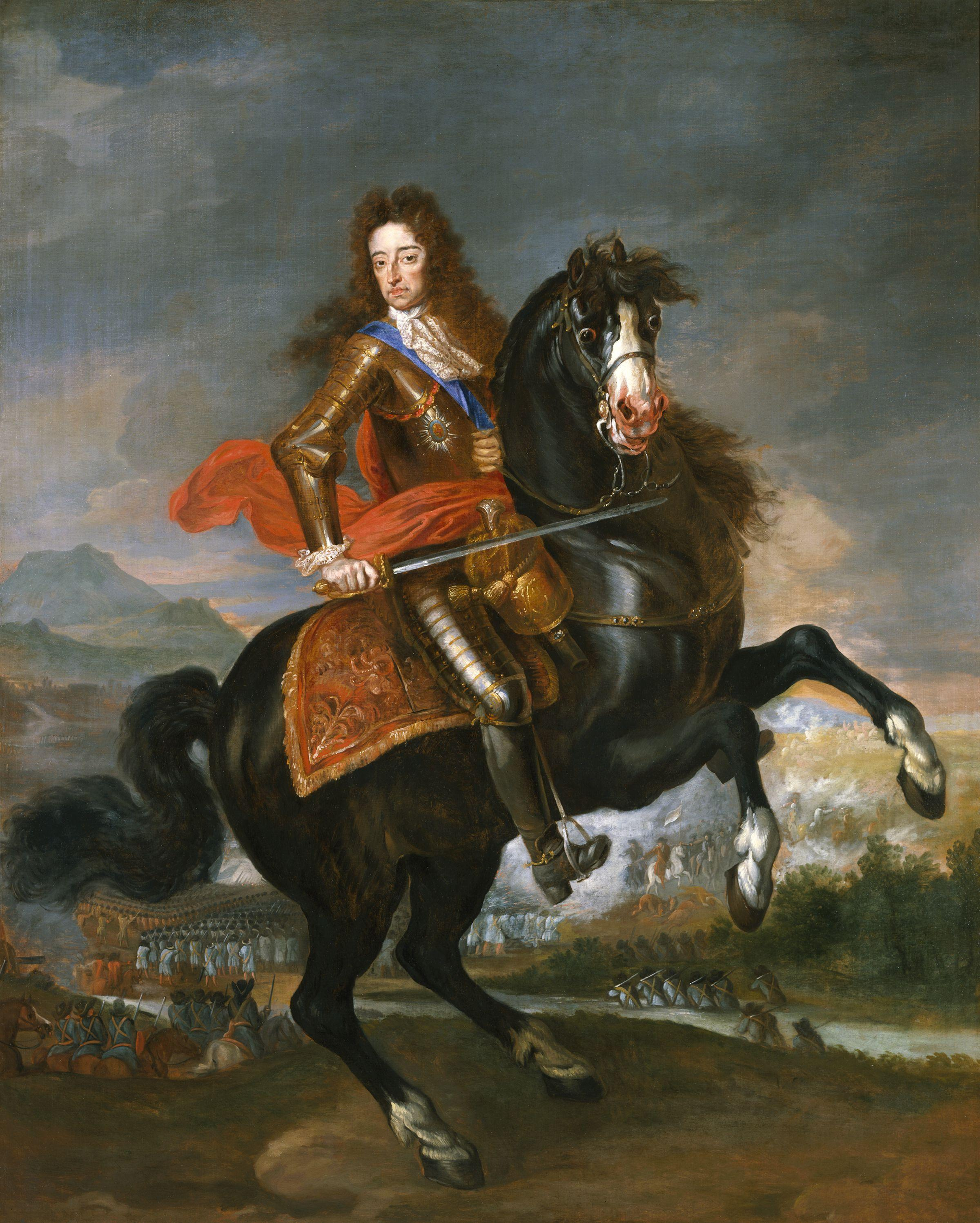
O arquiteto da Aliança, Guilherme III, Stadtholder da República Holandesa e Rei da Inglaterra e Escócia.

A Grande Aliança, conhecida antes de 1689 com o nome de Liga de Augsburgo, foi uma aliança fundada no ano 1686. A coligação foi formada (em momentos distintos) por: Áustria, Baviera, Brandemburgo, Sacro Império Romano Germânico, Roma, Inglaterra, Eleitorado do Palatinato, Portugal, Saxónia, Espanha, Suécia e Províncias Unidas. A mudança de nome da aliança de Liga de Augsburgo para Grande Aliança ocorreu com a adesão da Inglaterra em 1689.
A Liga foi formada oficialmente pelo imperador Leopoldo I. O objectivo da aliança era defender o Eleitorado do Palatinato da pressão da Suécia. Mais tarde, a Grande Aliança lutaria na Guerra dos Nove Anos contra França entre 1688 e 1697.